# 斯庫爾強卡河
斯庫爾強卡河（烏克蘭語：Скуртянка），是烏克蘭西南部的河流，屬於德涅斯特河的支流。該河流經敖德薩州的敖德薩區，河道全長4.6公里，流域面積57.4平方公里。